# 1862 en philosophie
Chronologie de la philosophie
- 1858
- 1859
- 1860
- 1861
- 1862
- 1863
- 1864
- 1865
- 1866

L’année 1862 a été marquée, en philosophie, par les événements suivants :

## Événements
- 22 février : leçon inaugurale d'Ernest Renan au Collège de France, où il remet en cause la divinité du Christ en parlant de Jésus comme d'un « homme incomparable, si grand que je ne voudrais point contredire ceux qui l'appellent Dieu »[1].

## Publications
- Von der mannigfachen Bedeutung des Seienden nach Aristoteles (De la diversité des acceptions de l'être chez Aristote) de Franz Brentano.
- Philosophie écossaise de Victor Cousin.
- Fatum und Geschichte et Willensfreiheit und Fatum de Friedrich Nietzsche.
- Première traduction en français par Clémence Royer de L'Origine des espèces de Charles Darwin.
- Première partie L'Inconnaissable de l'ouvrage Les Premiers Principes d'Herbert Spencer.

## Naissances
- 17 avril : Charles Appuhn, professeur de philosophie et traducteur français, mort en 1942 à 79 ans.
- 28 avril : Georgij Ivanovič Čelpanov philosophe, psychologue et logicien ukrainien et russe, mort en 1936 à 73 ans.
- 30 mai : Paulin Malapert, philosophe français, mort en 1937 à 75 ans.
- 4 août : Sergueï Troubetskoï, philosophe russe, mort en 1905 à 43 ans.
- 26 septembre : Victor Delbos, historien de la philosophie français, mort en 1916 à 53 ans.
- 20 novembre : Georges Palante, philosophe et sociologue français, mort en 1925 à 62 ans.
- 28 novembre : Charles Augustus Strong, philosophe et psychologue américain, mort en 1940 à 77 ans.
- 5 décembre : William Walker Atkinson, juriste et philosophe théosophe américain, mort en 1932 à 69 ans.
- 31 décembre : Léon Marillier, philosophe et historien des religions français, mort en 1901 à 38 ans.

## Décès
- 11 janvier : Jean-Philibert Damiron, philosophe français, né en 1794.
- 11 février: Jules Lequier, philosophe français, né en 1814.
- 24 février : Franz Jakob Clemens, philosophe allemand, né en 1815.
- 6 mai : Henry David Thoreau, philosophe, naturaliste et poète américain, né en 1817.